# Cereus kroenleinii
Cereus kroenleinii är en kaktusväxtart som beskrevs av Nigel Paul Taylor. Cereus kroenleinii ingår i släktet Cereus och familjen kaktusväxter. Inga underarter finns listade i Catalogue of Life.

## Bildgalleri

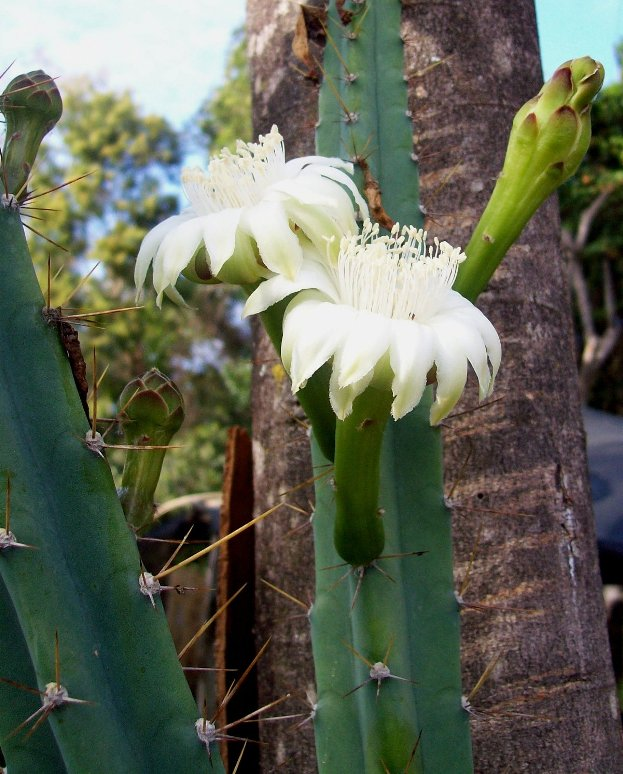
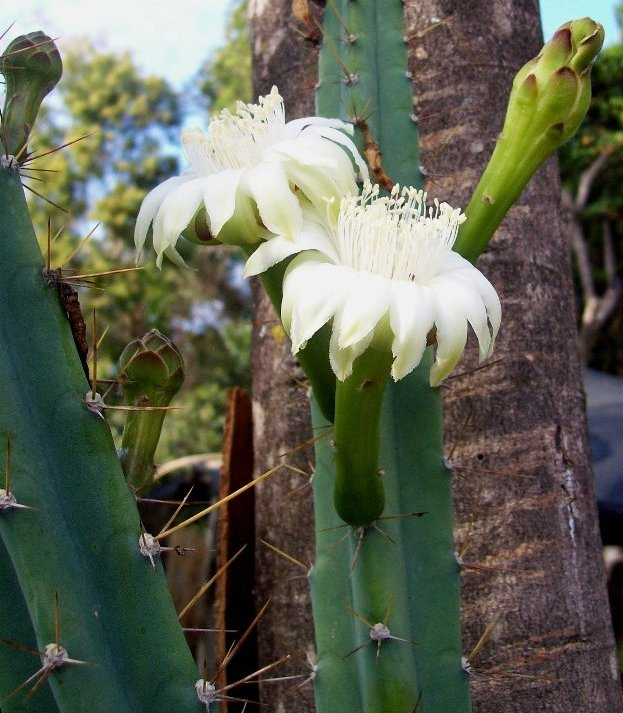